# Szklanką po łapkach
Szklanką po łapkach (ang. Spy Hard) – amerykańska komedia z 1996 roku, parodiująca filmy sensacyjne.

## Obsada
- Leslie Nielsen jako Dick Steele, Agent WD-40
- Nicollette Sheridan jako Veronique Ukrinsky, Agent 3.14
- Marcia Gay Harden jako Pani Cheevus
- Stephanie Romanov jako Victoria, Barbara Dahl
- Andy Griffith jako Generał Rancor
- Elya Baskin jako Profesor Ukrinsky
- Mason Gamble jako McCluckey
- Charles Durning jako Der Direktor
- Barry Bostwick jako Norman Coleman
- Mr. T jako pilot helikoptera
- Hulk Hogan jako wrestler
- Ray Charles jako kierowca autobusu

## Opis fabuły
Victoria Dahl ginie podczas interwencji, skierowanej przeciwko sadystycznemu generałowi Rancorowi. Po piętnastu latach od tamtej tragedii do akcji wkracza piękna i dzielna córka Victorii, agentka Barbara Dahl. Zostaje jednak porwana przez Rancora, który, jak się okazuje, ocalał. Teraz zamierza przejąć władzę nad całym światem. Szaleńca może powstrzymać tylko były tajny agent WD-40, który przeszedł na zasłużoną emeryturę.

## Parodie
- Szklana pułapka – sparodiowany tytuł, zarówno w oryginalnej wersji (Die Hard – Spy Hard), jak i w polskim tłumaczeniu
- Filmy z serii James Bond – wszystkie dodatkowe akcesoria Steele'a
- Pulp Fiction – taniec Steela oraz Veronique Ukrinsky na parkiecie w klubie
- Kevin sam w domu – postać chłopca o imieniu McCluckey
- Maska – scena, gdy siostrze zakonnej wyskoczyły gałki oczne od obwiązanego pasa do mierzenia ciśnienia
- Królewna Śnieżka i siedmiu krasnoludków – postacie nad kolumnami w tajnej siedzibie rządowej agencji wywiadowczej
- Zakonnica w przebraniu – motyw dyrygowania chórem sióstr zakonnych przez agenta Steele
- Jurassic Park – scena, gdy jeden z mięsożernych dinozaurów zjadł jednego z agentów Rancorna
- E.T. – lecący autobus na tle księżyca
- Na krawędzi – scena, gdy Victoria spada z nabrzeża kiedy wybucha helikopter
- Na linii ognia – scena z jadącym samochodem który ochrania Steele
- Speed: Niebezpieczna prędkość - scena, gdy Veronique przejmuje prowadzenie autobusu po przecięciu hamulców